# Tanjung (Gunung Megang)
Tanjung is een bestuurslaag in het regentschap Muara Enim van de provincie Zuid-Sumatra, Indonesië. Tanjung telt 3518 inwoners (volkstelling 2010).